# Rovščica
Rovščica (Rovšca) je potok, ki teče skozi vas Rova in se v naselju Dob pri Domžalah izliva v reko Radomljo. Njegova povirna kraka sta Jasenski graben in Srednji graben, pred izlivom v Radomljo pa se mu pridruži še potok Želodnik (s pritokom Rjavec).